# 4 AM
«4 AM» es la canción de la banda Our Lady Peace. lanzado como el quinto y último sencillo de su segundo álbum Clumsy.

## Video musical
El video musical fue dirigido por Tony Pantages y fue filmado a principios de diciembre de 1997 en Los Ángeles durante El Niño. Se estrenó el MuchMusic el 23 de enero de 1998. En el video, la banda se muestra que viajaban en un negro 1958 Cadillac Series 75 limusina. También hay una versión editada del video hecho para transmitirse en los EE. UU. La versión editada se similar a la original, excepto que es más corto y cuenta con diferentes tomas de cámara en diferentes momentos que el original. Por ejemplo, en el original, Maida canta la mayor parte de la canción en el coche, mientras que en la versión editada, canta principalmente en una calle vacía.

## Posicionamiento
| Listas (1998)                         | Posición |
| ------------------------------------- | -------- |
| Canadian RPM Top Singles              | 29       |
| Canadian RPM Alternative Top 30       | 8        |
| U.S. Billboard Modern Rock Tracks     | 31       |
| U.S. Billboard Mainstream Rock Tracks | 38       |